# Clarksburg (Missouri)
Clarksburg é uma cidade localizada no estado americano de Missouri, no Condado de Moniteau.

## Demografia
Segundo o censo americano de 2000, a sua população era de 375 habitantes.
Em 2006, foi estimada uma população de 390, um aumento de 15 (4.0%).

## Geografia
De acordo com o United States Census Bureau tem uma área de
1,5 km², dos quais 1,5 km² cobertos por terra e 0,0 km² cobertos por água. Clarksburg localiza-se a aproximadamente 277 m acima do nível do mar.

## Localidades na vizinhança
O diagrama seguinte representa as localidades num raio de 20 km ao redor de Clarksburg.